# Gonatopus formicarius
Gonatopus formicarius är en stekelart som beskrevs av Sven Ingemar Ljungh 1810. Gonatopus formicarius ingår i släktet Gonatopus, och familjen stritsäcksteklar. Arten är reproducerande i Sverige.